# ميشيل بورغز دي جيسوس
ميشيل بورغز دي جيسوس هو لاعب كرة قدم برازيلي في مركز الوسط، ولد في 23 ديسمبر 1999 في نوفا ليما في البرازيل. لعب مع نادي كروزيرو.

## وصلات خارجية
- ميشيل بورغز دي جيسوس على موقع قاعدة بيانات كرة القدم.إي يو (الإنجليزية)
- ميشيل بورغز دي جيسوس على موقع Soccerway.com (الإنجليزية)